# Сандаун
3°40′ пд. ш. 141°30′ сх. д. / 3.667° пд. ш. 141.500° сх. д.
Прові́нція Сандаун, Західний Сепік (англ. Sandaun Province, ток-пісін Sandaun Provins) — провінція Папуа Нової Гвінеї. Адміністративний центр — місто Ванімо (11 863 особи— дані за 2013).

## Історія
До 1989 року провінція називалася Західний Сепік, потім була перейменована в Сандаун (ток-пісін Sandaun, в буквальному перекладі: «Захід сонця», тому що провінція розташована на крайньому заході від більшості інших провінцій країни).
У липні 1998 року околиці міста Айтапе, що на півночі провінції, постраждали від сильного цунамі, в результаті якого загинуло понад 2000 чоловік.

## Географія

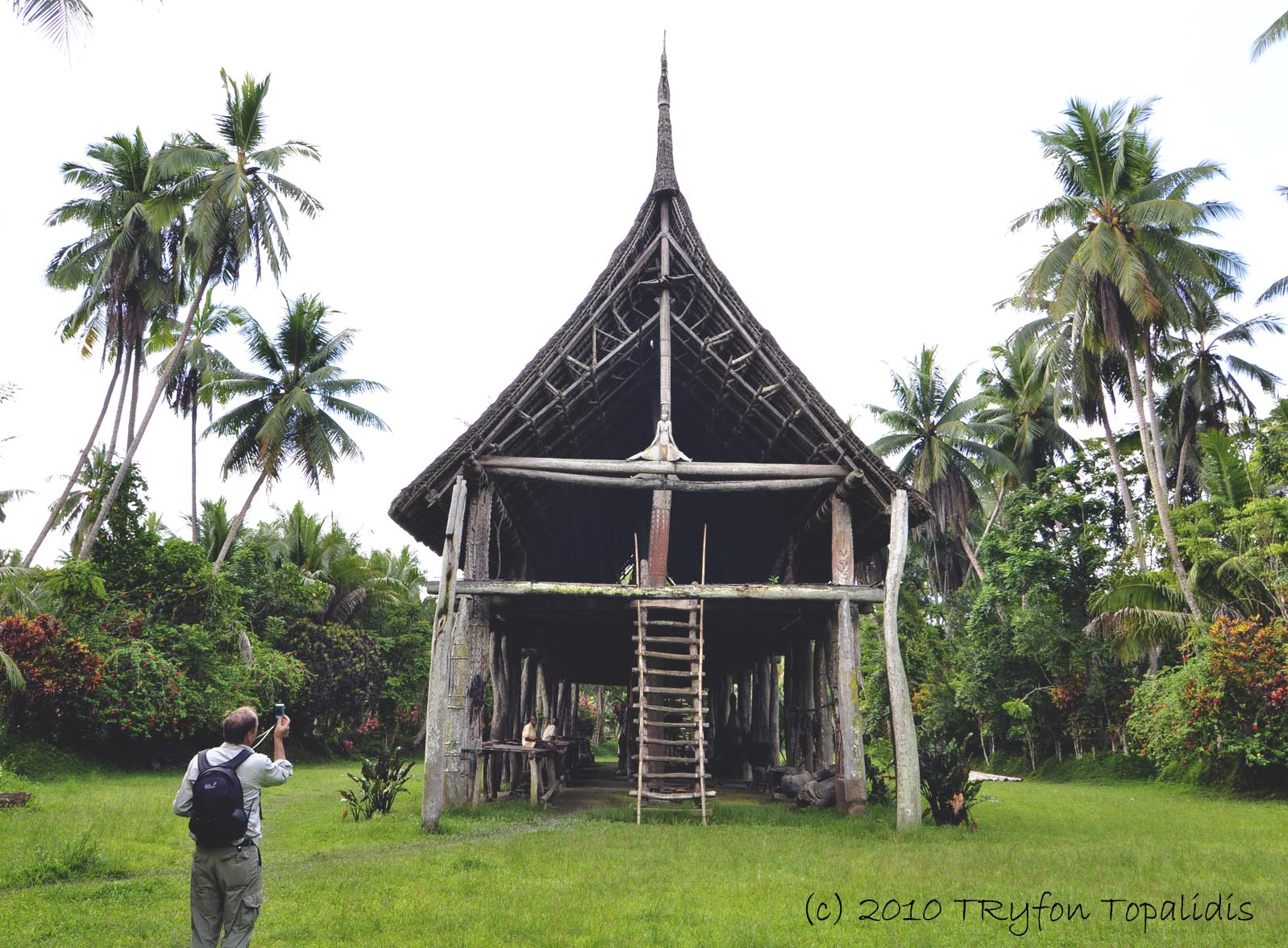
«Haus Tambaran» — священна будівля, де живуть духи

Провінція розташована в північно-західній частині країни. На півночі омивається водами Тихого океану. На сході межує із провінцією Східний Сепік, на південному сході — із провінцією Гела, на півдні — з Західною провінцією, на заході межує із провінцією Папуа, (Індонезія). Її площа становить 35 820 —км² (3-тє місце).
Найбільшою річкою, що протікає по території провінції, є верхня частина русла річки Сепік. Вона починається в горах, на півдні провінції, тече в північно-західному напрямку, двічі перетинає кордон із Індонезією, повертає на північний схід і схід, перетинаючи кордон із провінцією Східний Сепік.
Центральна частина провінції (долина річки Сепік) і вузька смужка морського узбережжя є рівнинною, із середніми висотами до 100 м. Значну площу рівнин займають болота, але де-не-де зустрічаються масиви родючих сільськогосподарських земель. В північній частині провінції, із заходу на схід протягнувся гірський хребет Торрічеллі. В південній частині розташовані гірські схили Центрального хребта.

## Населення
Основні поселення провінції Сандаун розташовані на морському узбережжі і північних гірських схилах хребта Торрічеллі. Крім столиці провінції, міста Ванімо, тут розташоване друге за величиною місто Айтапе (6931 осіб — дані на 2013 рік).
Крім більш, як 100 місцевих мов, місцеве населення користується як лінгва-франка мовою ток-пісін, а також малайською і індонезійською мовами.
За результатами перепису населення у 2000 році чисельність жителів становила 185 790 осіб, що відповідало 13-му місцю серед всіх провінцій країни. За переписом 2011 року населення провінції становило 248 411 осіб (17-те місце).
| 1980    | 1990     | 2000     | 2011     |
| ------- | -------- | -------- | -------- |
| 114 192 | ▲139 917 | ▲185 790 | ▲248 411 |

### Мови
- Абауська мова

## Адміністративний поділ

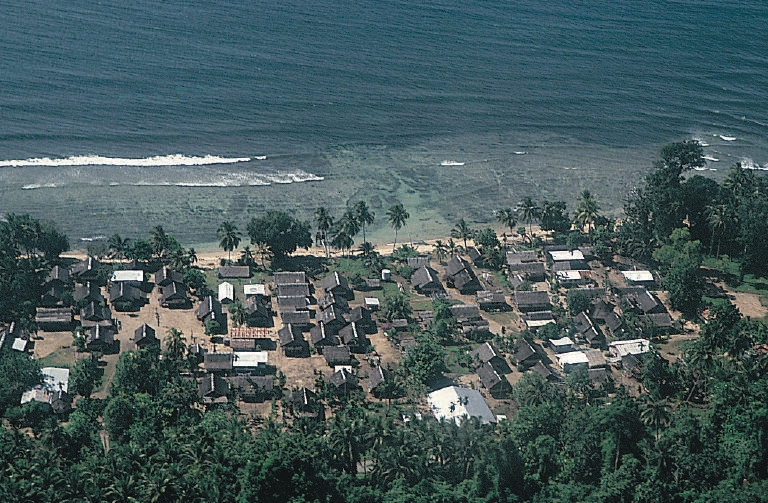
Вид традиційного поселення на морському узбережжі

Територія провінції розділена на чотири райони. Кожен район має кілька одиниць місцевого самоврядування (LLG). Для зручності виконання перепису, використовується поділ на відділення в кордонах тих же одиниць місцевого самоврядування.
| Район             | Адміністративний центр | Назва LLG                     |
| ----------------- | ---------------------- | ----------------------------- |
| Айтапе-Лумі       | Айтапе                 | Східна Айтапе (сільська)      |
| Айтапе-Лумі       | Айтапе                 | Східна Вапеї (сільська)       |
| Айтапе-Лумі       | Айтапе                 | Західна Айтапе (сільська)     |
| Айтапе-Лумі       | Айтапе                 | Західна Вапеї (сільська)      |
| Нуку              | Нуку                   | Нуку (сільська)               |
| Нуку              | Нуку                   | Палаї (сільська)              |
| Нуку              | Нуку                   | Янґкок (сільська)             |
| Нуку              | Нуку                   | Маймаї Ванван (сільська)      |
| Телефомін         | Телефомін              | Намеа (сільська)              |
| Телефомін         | Телефомін              | Оксапмін (сільська)           |
| Телефомін         | Телефомін              | Телефомін (сільська)          |
| Телефомін         | Телефомін              | Япсіє (сільська)              |
| Ванімо-Ґрін Рівер | Ванімо                 | Аманаб (сільська)             |
| Ванімо-Ґрін Рівер | Ванімо                 | Бевані-Вутунґ-Онеї (сільська) |
| Ванімо-Ґрін Рівер | Ванімо                 | Ґрін Рівер (сільська)         |
| Ванімо-Ґрін Рівер | Ванімо                 | Ванімо (міська)               |
| Ванімо-Ґрін Рівер | Ванімо                 | Валса (сільська)              |